# Slither.io
Slither.io är ett massivt multiplayer spel som utvecklades av Steve Howse 2016. Slither.io är baserad på samma koncept som den populära webbaserade spelet Agar.io och för tankarna till det klassiska arkadspelet Snake. Spelet växte i popularitet efter sin marknadsföring bland flera framstående YouTube-användare som Pewdiepie och Markiplier. Den mobila versionen av spelet hamnade på topp i App Store inom kort efter dess lansering.

## Om spelet
Spelaren styr en orm-liknande avatar, som förbrukar flerfärgade prickar i spelet för att växa i storlek. Målet med spelet är att bli den längsta ormen i servern. Man dödar andra spelare genom att få dem att åka in i andra ormar, vilket gör att spelarna dör och lämnar efter sig alla "prickar" spelaren ätit upp, man kan sedan äta upp dem och bli lika långa som de varit. Man förflyttar sig snabbare genom att hålla ned vänstra musknappen eller blankstegen, men blir samtidigt långsamt mindre i längden och storleken eftersom "prickarna" som spelaren ätit långsamt lämnar ormen och skapar ett spår av prickar bakom spelaren som andra spelare sedan kan äta upp. 